# Kees de Koning (1971)
Kees de Koning (14 mei 1971) is een Nederlandse radio-dj, manager en oprichter van het platenlabel Top Notch.

## Biografie
De Koning begon zijn carrière in 1984 als journalist voor Trouw. Hij werkte daar mee aan de jeugdpagina Zanzibar met het schrijven van stukjes en het maken van illustraties. In 1987 werd hij assistent van Hans Dulfer in het VPRO-programma Midnight Hour. In 1988 begon hij zijn eigen radioshow bij A-FM. Een jaar later werd hij vaste medewerker bij La Stampa, het journalistieke programma van de VPRO op 3FM. In datzelfde jaar werd hij ook vaste medewerker van muziekkrant OOR. Hij was ook betrokken bij de oprichting van Power Unlimited waarvan hij ook vast redactielid was. Verder publiceerde hij ook stukken in de Volkskrant, HP/De Tijd  en Blvd. Vanaf 2001 heeft Kees de Koning geen stukken meer gepubliceerd.
Behalve als journalist profileerde De Koning zich in de jaren 90 als (mede-)organisator van feesten. Van 1991 tot 1995 produceerde hij B-Boy Extravaganza in Paradiso te Amsterdam. Deze avonden waren zeer belangrijk voor de vorming van hiphop als subcultuur in Nederland. Alle relevante Nederlandse hiphopartiesten uit die periode hebben daar minstens één keer opgetreden. In 1993 en 1994 organiseerde hij in Paradiso ook Time Fuckers, een multidisciplinair kunstprogramma waar artiesten als Inez van Lamsweerde tot Gotcha! hun werk lieten zien.
In de periode 1993-1998 maakte Kees de Koning furore door samen met 2Tall en DJ Knowhow onder de naam Dutch Masters als onderdeel van Villa 65 van de VPRO op 3FM een radioprogramma te maken waarin alleen hiphop gedraaid werd. Hiermee waren zij de eerste die dat in Nederland op nationale schaal voor elkaar wisten te krijgen. Van 2003 tot en met 2007 evenaarde hij dit succes door met Mr. Wix en Andrew Makkinga voor de VPRO als onderdeel van 3VOOR12 eenzelfde soort programma te maken. Dit programma heette 3VOOR12XL.
In 1995 richtte hij het platenlabel  Top Notch op, dat is uitgegroeid tot een bekend label in de Nederlandse hiphopscene. Tegenwoordig is De Koning Director Artist Development bij Universal, directeur van Top Notch en manager van de Nederlandse rockzangeres Anouk.
In 2005 ontving Kees de Koning De Veer, een prijs van vakgenoten uit de Nederlandse muziekindustrie.
Naar eigen zeggen handelt hij nog steeds dagelijks vanuit het oog van een fan: "Ik wil iets zelf horen, maar omdat het er niet is probeer ik te zorgen dat het er komt. Alleen maar om mijn eigen behoefte te bevredigen. 
Om dat te verantwoorden ga ik proberen te zorgen dat meer mensen dat leuk vinden, zodat het niet een heel narcistische operatie lijkt. Maar daar komt het in essentie wel op neer."